# Happy Gilmore
Happy Gilmore är en amerikansk komedifilm från 1996. 

## Handling
Happy Gilmore är en misslyckad ishockeyspelare vars enda talang är ett kraftigt slagskott han lärde sig från sin framlidne pappa. Hans dåliga skridskoåkande, korta stubin och benägenhet att börja slåss gör att han gång på gång misslyckas att bli uttagen till det lokala hockeylaget, och att hans flickvän till sist lämnar honom.
Happy får veta att hans farmor, som uppfostrat honom sedan hans pappa dog, inte har betalat skatt flera år i rad, och att hon nu har 90 dagar på sig att betala 270 000 dollar till skattemyndigheten innan hennes hus mäts ut och säljs på exekutiv auktion. Happy låter farmor bo på ålderdomshem tills han kan få ihop pengarna, ovetandes om att hon och resten av de boende blir illa behandlade av föreståndaren Hal.
När Happy upptäcker att hans slagskott fungerar som en fruktansvärt kraftig golfsving försöker han med enkla karnevalstrick börja tjäna lite pengar på en driving range. Väl där stöter han på Chubbs Peterson, ett gammalt golfproffs som förlorat ena handen i en fajt med en alligator. Chubbs blir imponerad av Happys golfsving och uppmuntrar honom att gå med i den lokala golfturneringen, där vinnaren får en plats i PGA Tour. Happy, helt ointresserad av något annat än hockey, vägrar först, men när Chubbs nämner att man kan vinna stora prispengar på touren, ser Happy ett tillfälle att återvinna farmors hus och går med på det. 
Happy vinner turneringen och börjar delta i touren, där han snabbt blir en publikfavorit tack vare sin otroliga sving och okonventionella stil. Däremot så är hans putt dålig. Även om hans konstanta raseriutbrott och dåliga etikett förargar arrangörerna i touren, så går PR-kvinnan Virginia Venit i god för Happy, eftersom hans deltagande har lett till ökade tittarsiffror och lockat mer publik och sponsorer. Hon bestämmer sig att hjälpa Happy tygla sin ilska, och med hennes hjälp så lyckas Happy bättra på sitt beteende och spelande, och så småningom blir de förälskade.
Det högfärdiga golfproffset Shooter McGavin ser Happy som ett hot, och mutar ett fan, Donald, till att häckla Happy under en pro am-tävling. Häcklandet gör att Happy spelar dåligt, och han hamnar i slagsmål med sin medspelare Bob Barker. Det slutar med att Happy tvingas betala 25 000 dollar i böter och blir avstängd från touren i en månad. Däremot lyckas Virginia ordna ett sponsoravtal med Subway åt Happy, och han lyckas till sist tjäna ihop 270 000 dollar. Men husauktionen har redan börjat, och Shooter lägger ett högre bud på farmors hus i ett försök att få Happy att hoppa av touren. Happy vägrar lägga av och gör upp med Shooter; om Happy vinner den sista tävlingen så lämnar Shooter tillbaka huset, men om Shooter vinner, så lägger Happy av med golf för gott.
Happy inser att han måste förbättra sin putt om han ska vinna mot Shooter, och vänder sig till Chubbs. Chubbs tar med sig Happy till en minigolfbana så att han kan öva på sin putt, och ger honom en putterklubba formad som en hockeyklubba som gåva. Som tack så ger Happy Chubbs huvudet av alligatorn som bet av hans hand, men Chubbs blir skrämd, snubblar nerför ett fönster, och dör.
Happy och Shooter möter varann i mästerskapet, och Happy tar snabbt ledningen. Shooter vänder sig till Donald igen för att sabotera för Happy, och den här gången kör Donald en bil rakt igenom golfbanan. Happy blir påkörd, vilket försämrar hans golfsving och fokus. Shooter tar ledningen, men Happy lyckas komma ikapp tack vare stöd från farmor. På det 18:e hålet så kollapsar ett tv-torn som Donald kraschat i och faller rakt på greenen, mitt i vägen för Happy som ska göra den avgörande putten. Med hjälp av Chubbs spöke, så lyckas Happy använda tornet som en Rube Goldberg-maskin, få ner bollen i hålet och vinna. Shooter blir rasande och försöker stjäla Happys mästarjacka, men han blir nedjagad och mörbultad av en arg mobb.
Happy firar sin seger i mästerskapet och att farmor fått tillbaka sitt hus tillsammans med Virginia, farmor och caddien Otto, och får se Abraham Lincoln och Chubbs, som har blivit sams med alligatorn, vinka till honom från himlen.

## Om filmen
Filmen vann den allra första MTV Movie Award för Bästa Slagsmål.
Förebild för karaktären Happy Gilmore var Adam Sandlers barndomsvän Kyle McDonough (f 1966), ishockeyspelare som just när filmen kom ut hade spelat en säsong i Sverige, i Huddinge IK i division 1. Han spelade största delen av sin karriär i norska Get-ligaen och krönte karriären med norskt mästerskap med Frisk Asker.

## Rollista (i urval)
| Adam Sandler         | – Happy Gilmore            |
| Christopher McDonald | – Shooter McGavin          |
| Julie Bowen          | – Virginia Venit           |
| Frances Bay          | – Grandma Gilmore          |
| Carl Weathers        | – Chubbs Peterson          |
| Allen Covert         | – Otto                     |
| Robert Smigel        | – I.R.S. Agent             |
| Ben Stiller          | – Nursing Home Orderly Man |
| Richard Kiel         | – Mr. Larson               |
| Bob Barker           | – Sig själv                |
| Joe Flaherty         | – Donald                   |